# Stenatemnus asiaticus
Stenatemnus asiaticus är en spindeldjursart som beskrevs av Sivaraman 1980. Stenatemnus asiaticus ingår i släktet Stenatemnus och familjen Atemnidae. Inga underarter finns listade i Catalogue of Life.